# لوکوپلاست

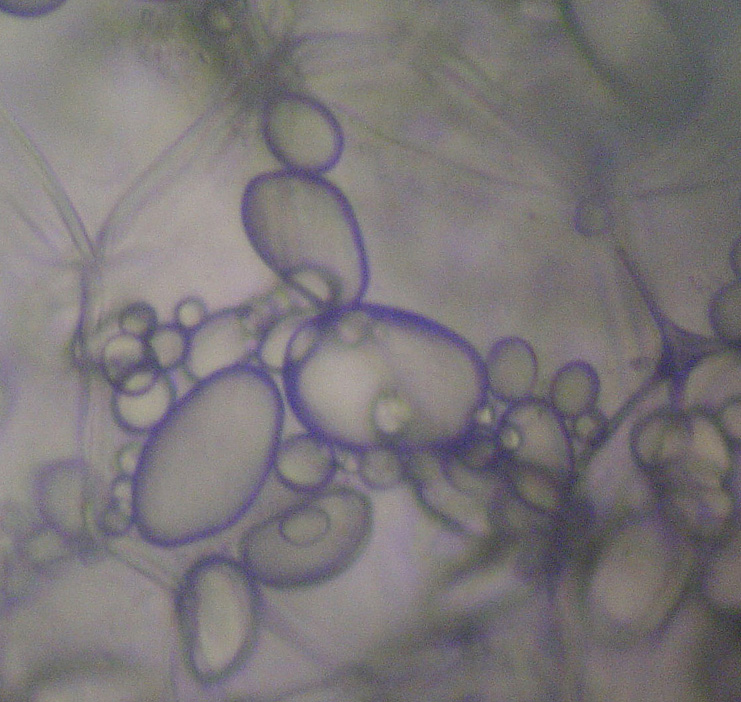
لوکوپلاست، به‌طور خاص، آمیلوپلاست

لوکوپلاست‌ها (Leucoplast) دسته‌ای از پلاستیدها و اندامک‌هایی هستند که در سلول‌های گیاهی یافت می‌شوند. آن‌ها برخلاف سایر پلاستیدها مانند کلروپلاست‌ها فاقد رنگدانه هستند.
لوکوپلست‌ها بدون رنگدانه‌های فتوسنتزی هستند و در بافت‌های غیر فتوسنتزی گیاهان مانند ریشه، پیاز و دانه قرار دارند. آن‌ها ممکن است برای ذخیرهٔ انبوه نشاسته، لیپید یا پروتئین تخصصی باشند و سپس به ترتیب به عنوان آمیلوپلاست، الایوپلاست یا پروتئینوپلاست (همچنین آلئوروپلاست) شناخته می‌شوند. با این حال، در بسیاری از انواع سلول‌ها، لوکوپلاست‌ها عملکرد ذخیره‌سازی عمده ای ندارند و برای ارائهٔ طیف گسترده‌ای از عملکردهای بیوسنتزی ضروری، از جمله سنتز اسیدهای چرب مانند اسید پالمیتیک، بسیاری از اسیدهای آمینه و ترکیبات تتراپیرول عمل می‌کنند. به‌طور کلی، لکوپلاست‌ها بسیار کوچک‌تر از کلروپلاست‌ها هستند و دارای مورفولوژی متغیری هستند که این ویژگی، اغلب با عنوان آمیبوئید توصیف می‌شود. شبکه‌های گسترده‌ای از استرومول‌ها که لکوپلاست‌ها را به هم متصل می‌کنند در سلول‌های اپیدرمی ریشه‌ها، هیپوکتایل‌ها و گلبرگ‌ها و در سلول‌های کالوس و کشت سوسپانسیون سلول‌های تنباکو مشاهده شده‌اند. در برخی از انواع سلول‌ها، در مراحل معینی از رشد، لوکوپلاست‌ها در اطراف هسته سلول با استرومول‌هایی که به سمت محیط سلول گسترش می‌یابند، دیده می‌شوند.
اتیوپلاست‌ها که کلروپلاست‌های پیش‌دانه‌ای و نابالغ هستند، اما می‌توانند کلروپلاست‌هایی باشند که از نور محروم شده‌اند، فاقد رنگدانهٔ فعال هستند و می‌توان آن‌ها را نوعی لوکوپلاست در نظر گرفت. پس از چند دقیقه قرار گرفتن در معرض نور، اتیوپلاست‌ها شروع به تبدیل شدن به کلروپلاست‌های فعال می‌کنند و دیگر لوکوپلاست نیستند. آمیلوپلاست‌ها اندازهٔ بزرگی دارند و نشاسته را ذخیره می‌کنند. پروتئینوپلاست‌ها، پروتئین‌ها را ذخیره می‌کنند و در دانه‌ها (مانند حبوبات) یافت می‌شوند. الایوپلاست‌ها، چربی و روغن را ذخیره می‌کنند و در دانه‌ها یافت می‌شوند که به آن‌ها اولئوزوم نیز می‌گویند.

## مقایسه
- پلاستیدها
  - کلروپلاست و اتیوپلاست
  - کروموپلاست
  - تانوزوم
  - لوکوپلاست
    - آمیلوپلاست
    - الایوپلاست
    - پروتئینوپلاست